# Bobbie Eakes
Bobbie Diane Eakes, née le 25 juillet 1961  à Warner Robins, est une actrice et chanteuse américaine.

## Biographie
Bobbie Eakes est mariée avec l'acteur David Steen.

## Carrière
Bobbie Eakes est connue pour son rôle de Macy Alexander dans Amour, Gloire et Beauté (1989–2000, 2001 et 2002–2003) ainsi que celui de Krystal Carey dans La Force du destin (All My Children) (2003–2011).

## Filmographie sélective
- 1986 : Matlock (série télévisée) : Joanne Leigh
- 1987 : La Malédiction du loup-garou (Werewolf) (série télévisée) : Margaret
- 1987 : Falcon Crest (série télévisée) : Le rencart
- 1987 : La loi est la loi (Jake and the Fatman) (série télévisée) : April Blue
- 1988 : Cheers (série télévisée) : Laurie
- 1988 : Les Années coup de cœur (série télévisée) : L'employée du magasin
- 1989 : 21 Jump Street (série télévisée) : Bobbie
- 1989 : La fête à la maison (Full House) (série télévisée) : Diane
- 1995 : Mike Land, détective (Land's End) (série télévisée) : Stephanie Wade
- 2024 : Our Little Secret de Stephen Herek : Cheryl, la mère de Logan